# Benet Juncà
Benet Juncà (Banyoles, 1756 - Barcelona, 1821) fou un organista i compositor català.
De 1773 a 1775 organista de l'església de Sant Felip Neri, després fins al 1780 organista del Reial Monestir de monjes Jerònimes (Sant Maties) ambdós carrecs a Barcelona. El 1781 va ser elegit organista de la basílica de Santa Maria del Mar, de Barcelona i quedar-s'hi fins a la seva mort el 1821. La majoria d'obres que d'ell se'n conserven són per a orgue, llevat d'un Rosari a dos veus i acompanyament conservat a l'Arxiu Històric Musical de Montserrat